# Bobrza (rzeka)
Bobrza, w górnym biegu Bobrzyca, w dolnym biegu Trupieniec – rzeka w środkowej Polsce, prawy (najdłuższy) dopływ Czarnej Nidy o długości 48,9 km, średnim spadku 3,1‰ i powierzchni dorzecza 379 km². Płynie w Górach Świętokrzyskich, w województwie świętokrzyskim.
Rzeka wypływa ze źródła niecały kilometr na południowy zachód od Występy na wysokości 374,8 m n.p.m. Tworzy przełom przez Pasmo Oblęgorskie (koło wsi Bobrza) oraz między Pasmem Zgórskim i Pasmem Posłowickim (w Słowiku na południowo-zachodnich obrzeżach Kielc), a do Czarnej Nidy uchodzi na wysokości 215 m n.p.m. koło wsi Wolica, na Pogórzu Szydłowskim.
Główne dopływy: 
- lewe: Sufraganiec, Silnica; Bobrzaneczka[4].
- prawe: Ciemnica; Ostróżek[4]; Bobrzyczka[4].

Ważniejsze miejscowości nad Bobrzą: Samsonów, Bobrza, Szczukowice, Kielce (dzielnice Białogon i Słowik), Nowiny.